# Walter Rütt
Walter Rütt (Morsbach, 12 de setembro de 1883 - Berlim, 23 de junho de 1964) foi um ciclista alemão, profissional desde o 1901 até 1926. Especializou-se nele ciclismo em pista onde obteve grandes sucessos com o Campeonato do Mundo de Velocidade em 1913, ou diferentes vitórias corridas de seis dias, sendo o primeiro alemão a ganhar uma prova deste tipo.

## Palmarés em pista
- 1904
  - 1.º no Grande Prêmio da UVF
- 1907
  - 1.º nos Seis dias de Nova York (com John Stol)
  - 1.º no Grande Prêmio da UCI
- 1908
  - 1.º no Grande Prêmio de Reims
- 1909
  - 1.º nos Seis dias de Nova York (com Jack Clark)
  - 1.º no Grande Prêmio da UVF
- 1910
  - Campeão da Alemanha em velocidade 
  - 1.º nos Seis dias de Berlim (com Jack Clark)
- 1911
  - Campeão da Europa de Velocidade
  - 1.º nos Seis dias de Berlim (com John Stol)
  - 1.º nos Seis dias de Frankfurt (com John Stol)
- 1912
  - 1.º nos Seis dias de Nova York (com Joe Fogler)
  - 1.º nos Seis dias de Berlim 1 (com John Stol)
  - 1.º nos Seis dias de Berlim 2 (com John Stol)
  - 1913
  - Campeão do mundo de velocidade
  - 1.º no Grande Prêmio de Paris de velocidade
- 1919
  - Campeão da Alemanha em velocidade
- 1920
  - Campeão da Alemanha em velocidade
- 1923
  - Campeão da Alemanha em velocidade
- 1925
  - 1.º nos Seis dias de Berlim (com Emile Aerts)